# Nem rán

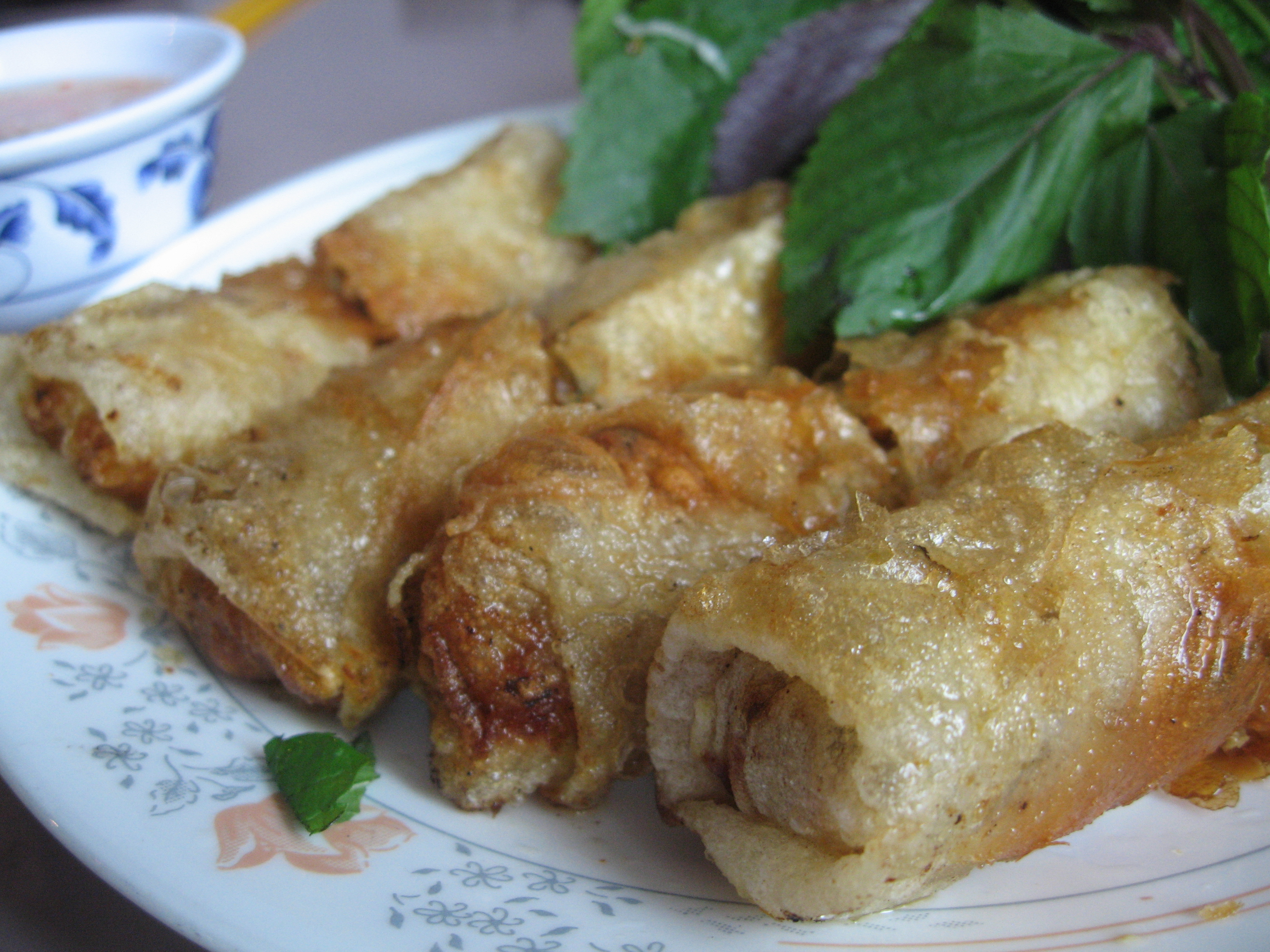
Một đĩa nem ngày Tết Nguyên đán

Nem rán (hay chả giò, chả ram hay chả đa nem) là tên một món ăn nổi tiếng của người Việt, chúng cũng được gọi tắt là nem theo cách gọi phổ biến ở miền Bắc. Ở miền Trung, món ăn này thường gọi là ram (riêng ở Thanh Hóa gọi là chả), còn ở miền Nam, nó được gọi là chả giò.
Nem truyền thống thường có nguyên liệu chính là thịt lợn, miến, trứng gà, nấm mèo,... và một số gia vị thông dụng của ẩm thực Việt như hành lá, tiêu, nước mắm, được cuốn bằng bánh tráng và chiên ngập dầu. Nem thường được ăn kèm với nước mắm pha, đồ chua và rau xà lách, các loại rau thơm như húng quế, húng cây, diếp cá,...
Ở miền Bắc cũng có loại nem rán được gói thành hình vuông thay vì hình trụ (như món nem vuông - nem cua bể Hải Phòng). Nem rán cũng thường được dọn kèm bún chả Hà Nội. Ở miền Nam đôi khi chả giò được ăn kèm các loại rau lá có sẵn và dễ tìm ở vườn như đọt cóc, rau sao nhái, rau quế vị, rau xương máu (hoặc săng máu),... Các loại rau này thường được gọi là rau rừng. Nem cũng có thể ăn kèm bún tạo thành món bún nem.
Ngoài món nem rán truyền thống còn có một số loại nem rán khác như món nem rán hải sản, nem rán chay,...

## Thực hiện

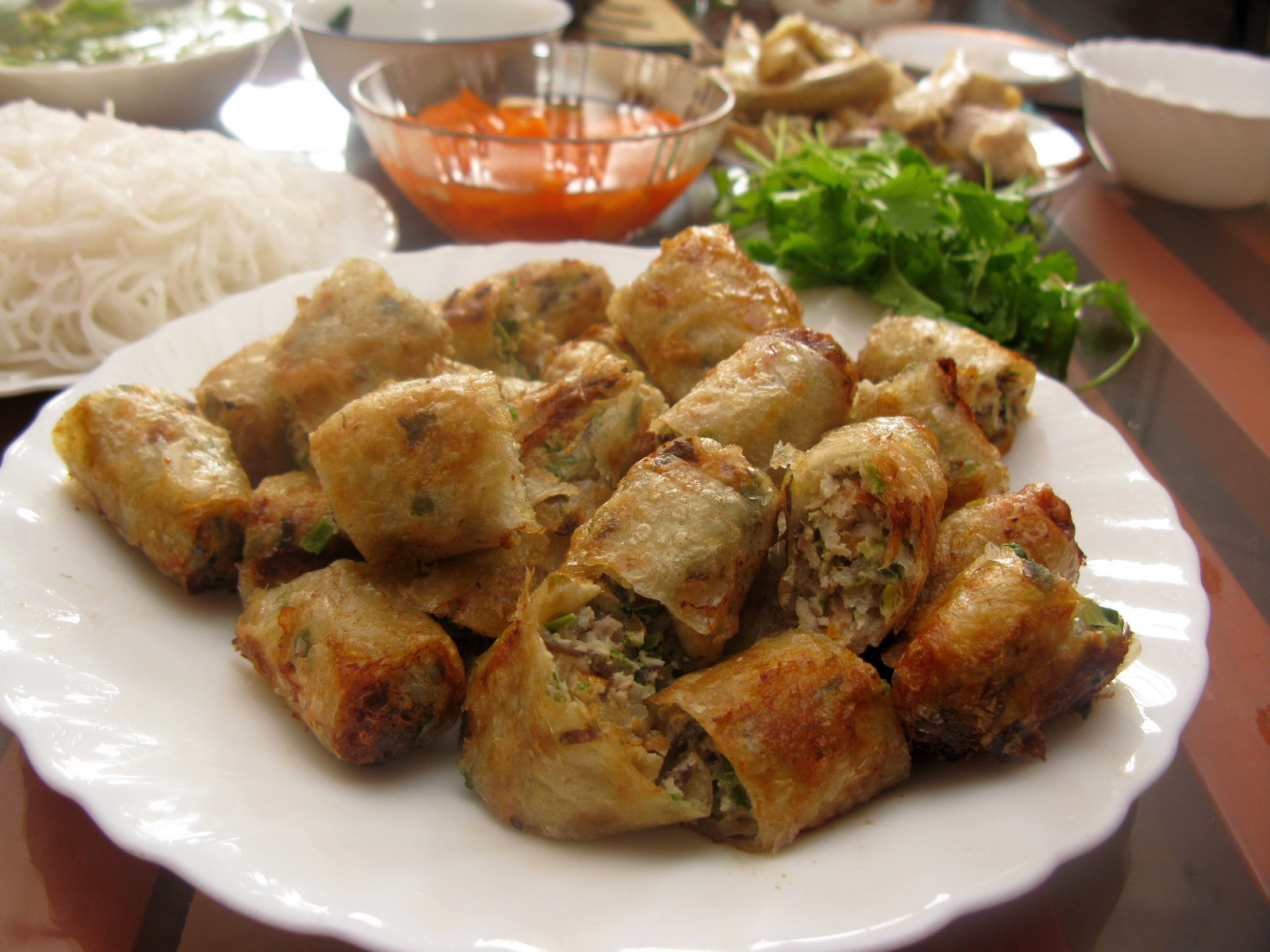
Nhân nem rán

## Thư viện ảnh

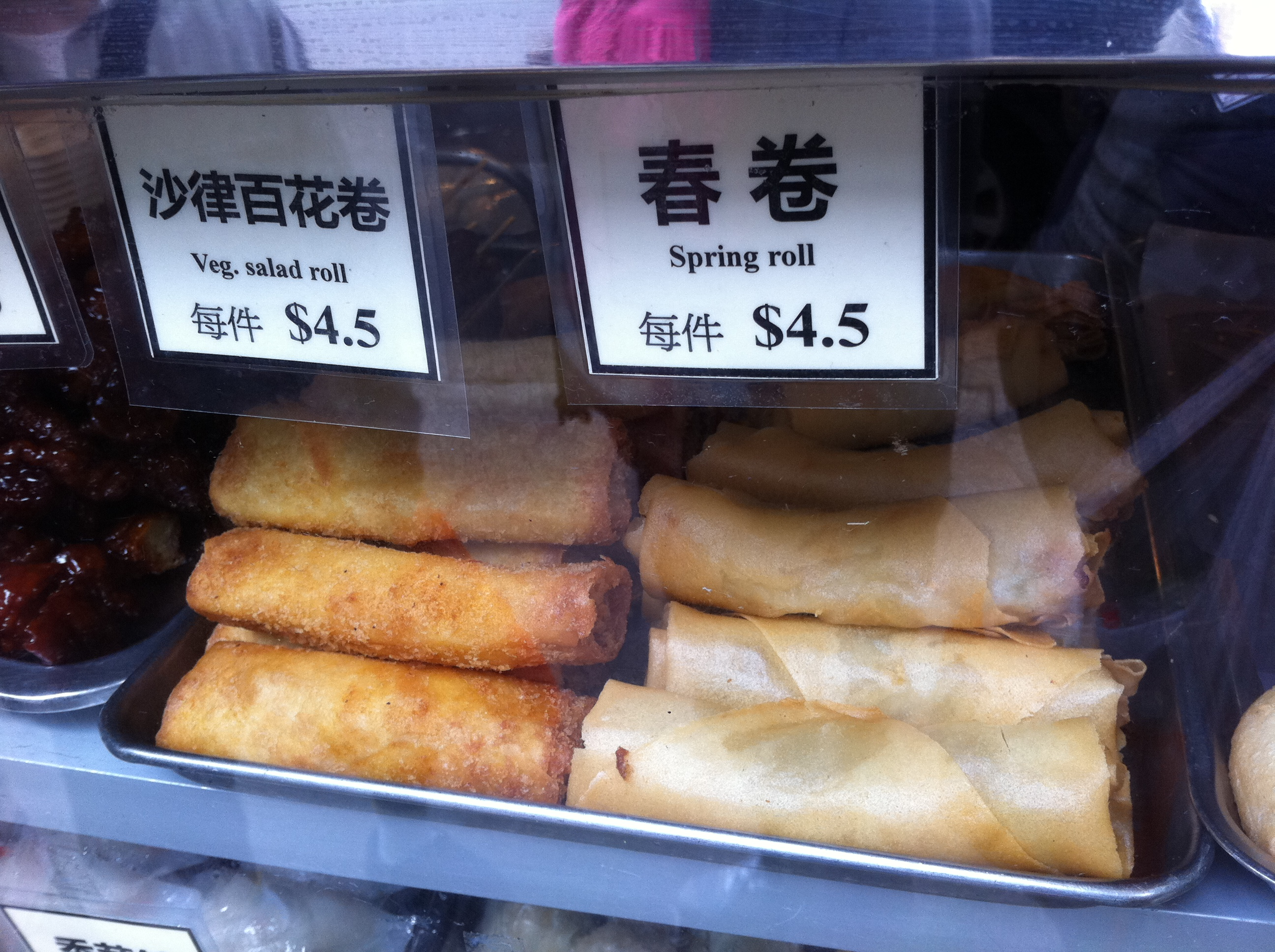
Một quầy bán chả giò ở Hồng Kông
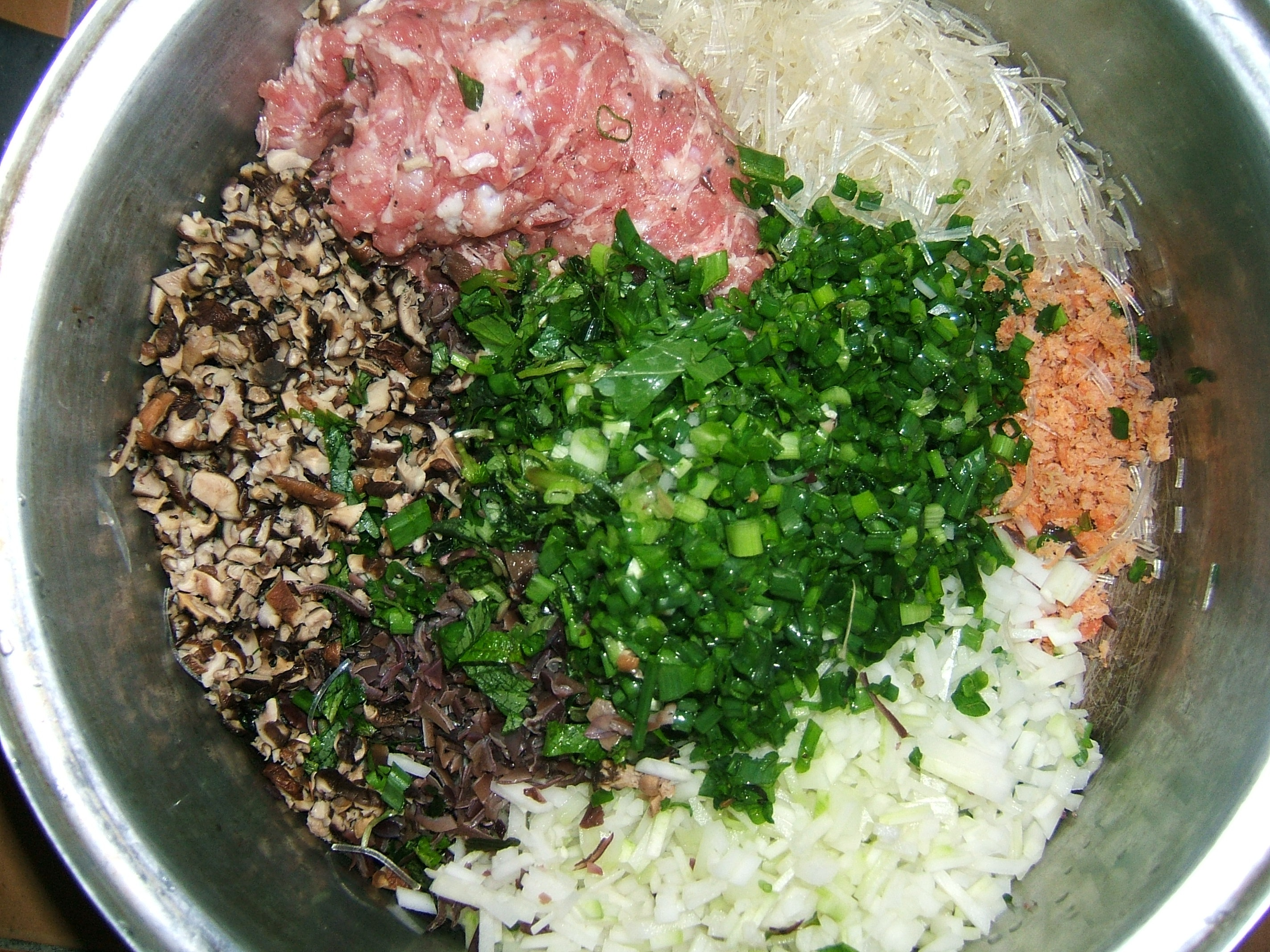
Một số thành phần của nhân nem trước khi trộn
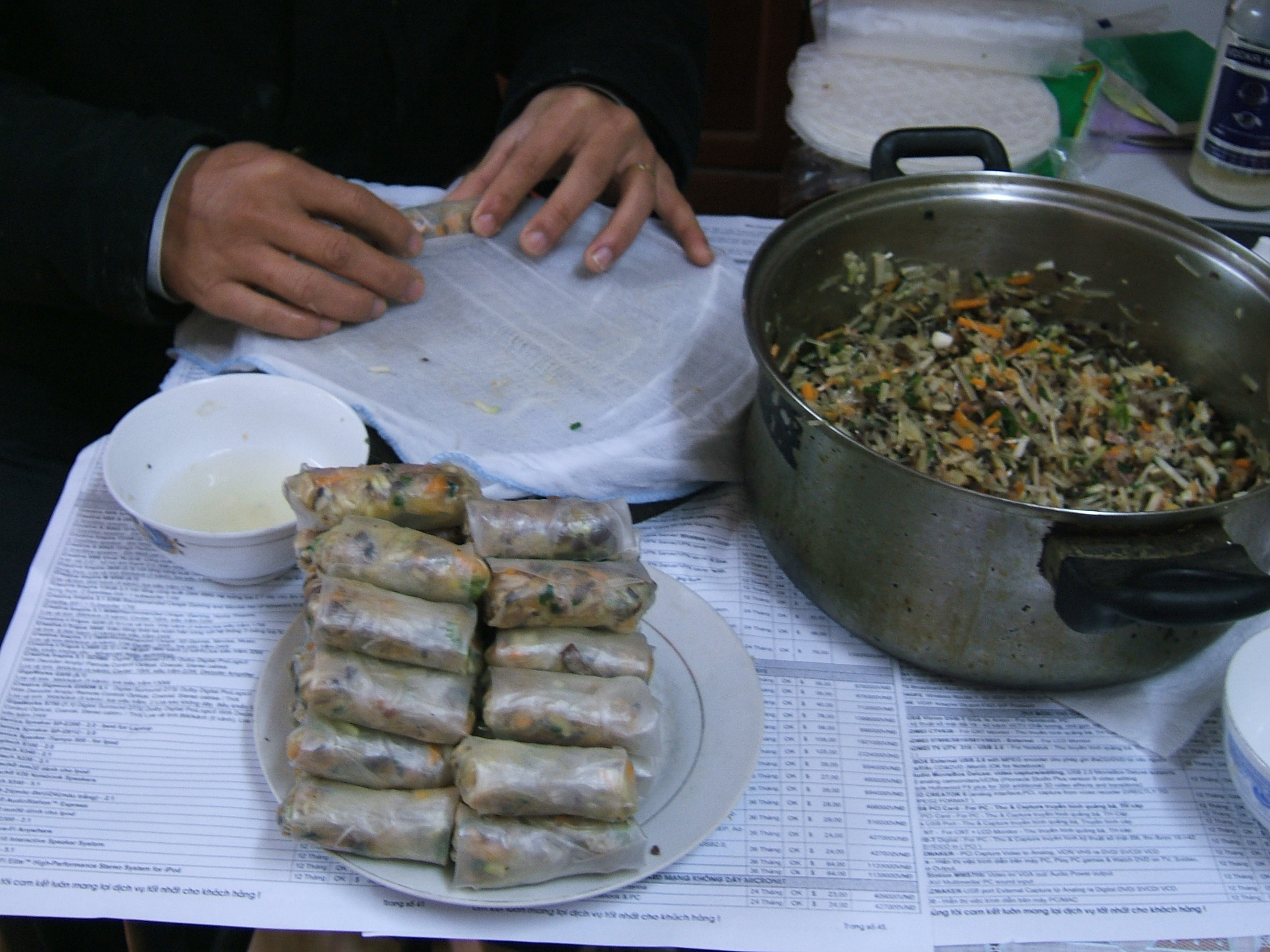
Cuốn nem loại ngắn
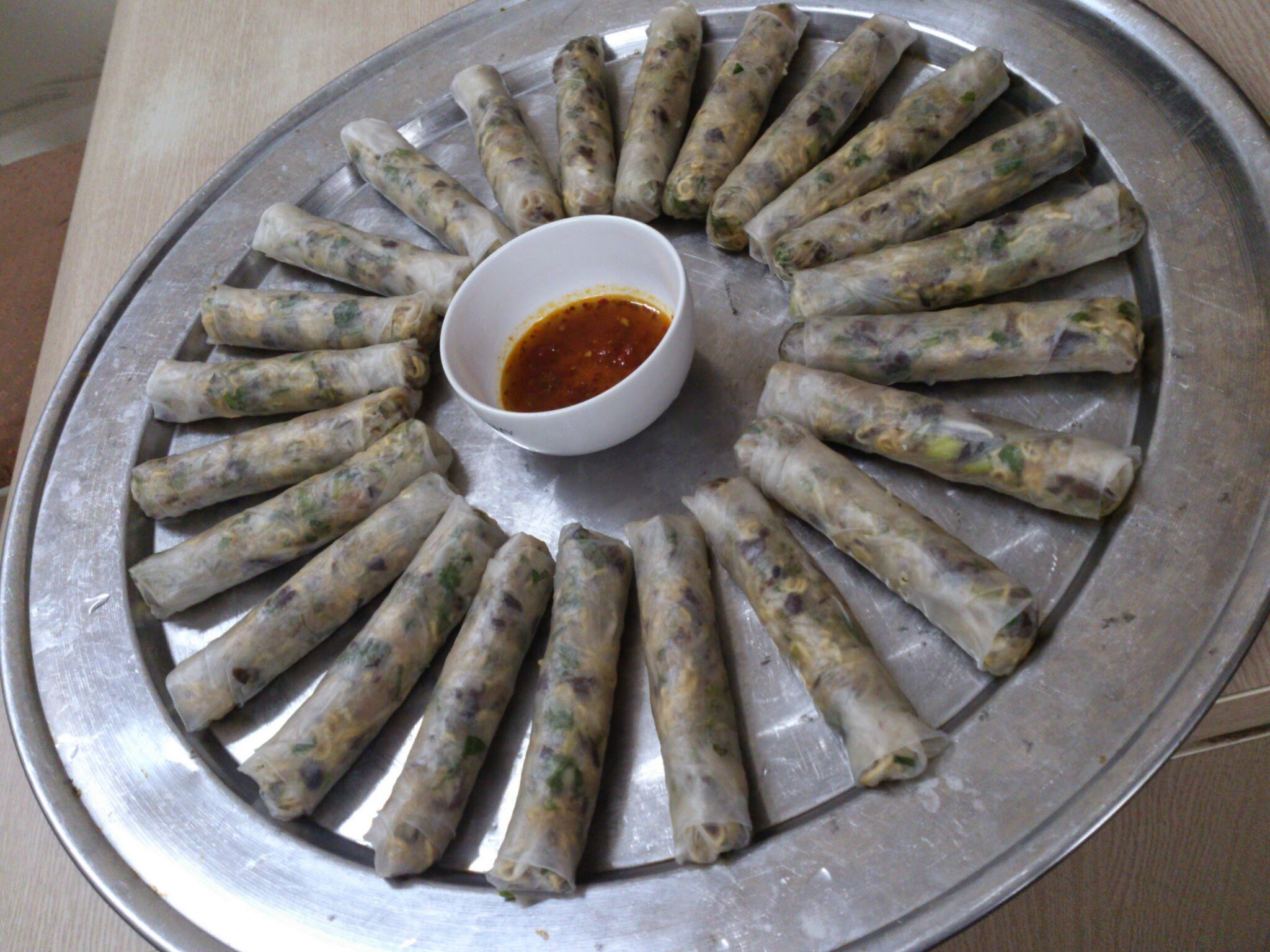
Cuốn nem loại dài
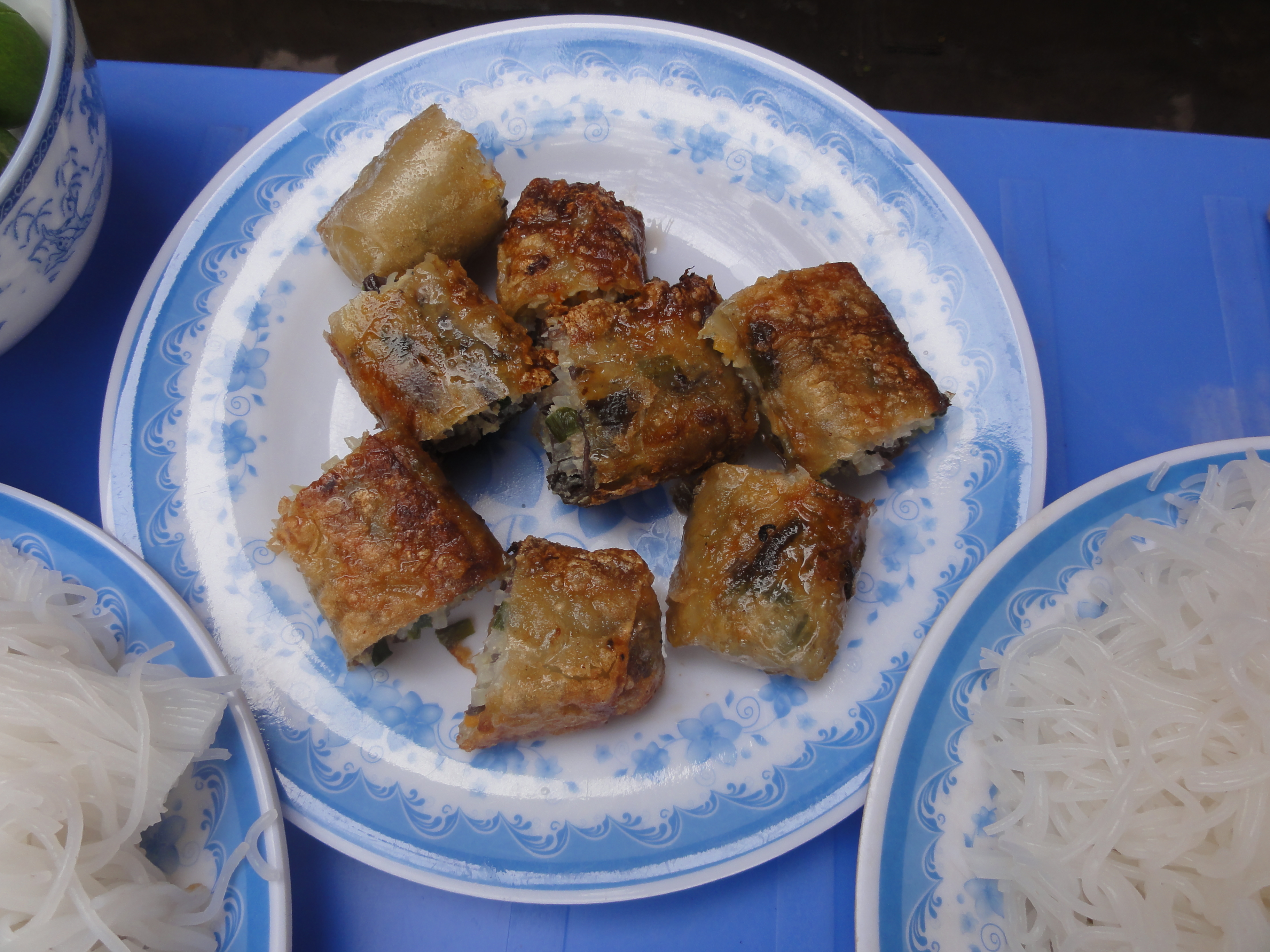